# 여왕별 게임
여왕별 게임은 ENA에서 방송 중인 예능 프로그램이다.